# Rogers Brubaker
Rogers Brubaker (ur. 1956) – amerykański socjolog, profesor Uniwersytetu Kalifornijskiego w Los Angeles. Specjalizuje się w problematyce narodowościowej i etnicznej, zwracając szczególną uwagę na nacjonalizm. Postrzegając problematykę narodowościową w kategoriach dynamicznych relacji politycznych, nazywa nowo powstałe państwa narodowe dążące do zdefiniowania swej polityczno-kulturowej tożsamości i zapewnienia w ich obrębie przewagi dominującej grupy etnicznej państwami zorientowanymi narodowo.

## Nagrody
- 1994 MacArthur Fellows Program
- 1994 Presidential Young Investigator Award from the National Science Foundation
- 1995 Fellowships from the Center for Advanced Study in the Behavioral Sciences
- 1999 Guggenheim Fellowship
- American Academy of Arts and Sciences Fellow

## Publikacje
- Nationalist politics and everyday ethnicity in a Transylvanian town, Princeton University Press, 2006, ISBN 978-0-691-12834-4.
- Ethnicity without groups, Harvard University Press, 2004, ISBN 978-0-674-01539-5.
- Nationalism reframed: nationhood and the national question in the New Europe, Cambridge University Press, 1996, ISBN 978-0-521-57649-9.
- Citizenship and nationhood in France and Germany, Harvard University Press, 1992, ISBN 978-0-674-13178-1.
- The limits of rationality: an essay on the social and moral thought of Max Weber, Taylor & Francis, 1984, ISBN 978-0-04-301173-7.

### Publikacje po polsku
- Rogers Brubaker, Nacjonalizm inaczej, Kraków 1998, ISBN 83-01-12579-9.